# Mese
Mese é uma comuna italiana da região da Lombardia, província de Sondrio, com cerca de 1 619 habitantes. Estende-se por uma área de 4 km², tendo uma 404,8 hab./km². Faz fronteira com Chiavenna, Gordona, Menarola, Prata Camportaccio, San Giacomo Filippo.

## Demografia
| Variação demográfica do município entre 1861 e 2011                               |
|                                                                                   |
| Fonte: Istituto Nazionale di Statistica (ISTAT) - Elaboração gráfica da Wikipedia |